# TuStyle
TuStyle è una rivista settimanale italiana di moda, fondata nel 1999 con il nome di Tu, edita da novembre 2019 da Stile Italia Edizioni.

## Storia

### Dalla fondazione al 2019

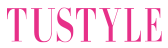
Logo della rivista utilizzato fino a ottobre 2018

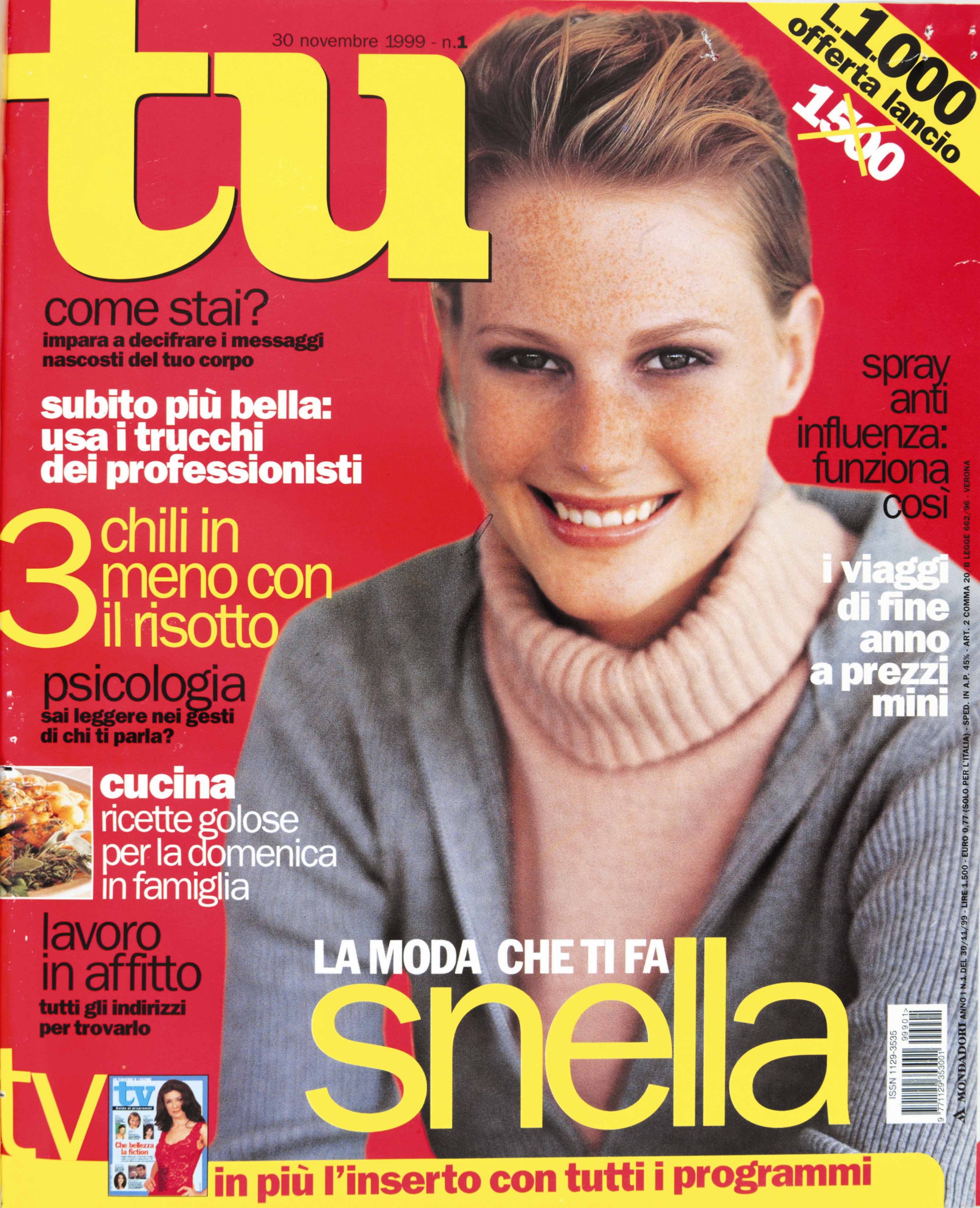
Copertina del primo numero di Tu, del 30 novembre 1999

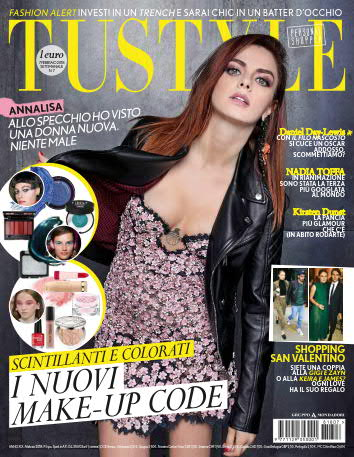
Copertina di Tustyle del 7 febbraio 2018

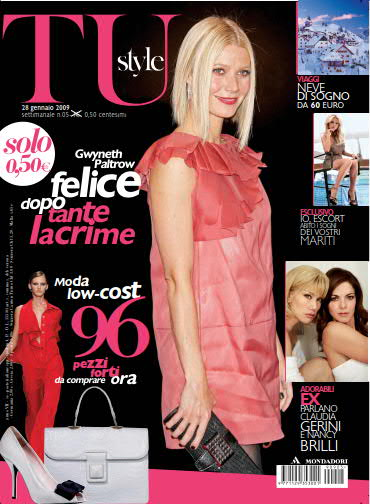
Copertina di Tustyle del 28 gennaio 2009

Fondata il 24 novembre 1999, sotto la direzione di Marisa Demichei, Tu nasce con l'intento di essere il primo giornale femminile di Mondadori a raggiungere la grande distribuzione con un prezzo popolare. TuStyle è disponibile in edicola dal 28 febbraio 2009. Nasce con un prezzo pari a 0,50€ per i primi due numeri; puntando ad incrementare le vendite fino al 30% in più rispetto a Tu che presentava una stesura di 300 000 copie settimanali stampate. Nel 2018 le vendite non raggiungono gli standard prefissatisi e la rivista TuStyle risulta essere in vendita. Nel medesimo anno però la messa in vendita viene ritirata e il giornale rimane sotto la direzione Mondadori, manovra che ha visto necessario il taglio degli stipendi dei giornalisti della testata riuscendo però a salvare i posti di lavoro. Nel febbraio 2018 le copie vendute (digitali e cartacee) ammontano a 92639.
Dal 9 luglio 2018 la rivista Tustyle è diretta da Annalisa Monfreda.
Nel dicembre 2019 la rivista viene ceduta alla società editrice del quotidiano La Verità di Maurizio Belpietro, che costituisce una nuova società, «Stile Italia Edizioni» (75% La Verità Srl, 25% Mondadori) per la pubblicazione del periodico. Lo stesso Maurizio Belpietro ne assume la direzione.

### Collaborazioni
- Nel 2018 collaborazione con MKS (Milano Fashion School) – l’Istituto Accademico di formazione riguardante il centro della moda. Insieme propongono il concorso dal titolo Tustyle Fashion School che offre la possibilità di vincere una borsa di studio in fashion styling del valore di 6.900 euro presso l'istituto. Per la promozione del concorso la redazione della sezione moda di TuStyle ha coinvolto tre studenti della MKS per realizzare un video tutorial. i tre studenti hanno creato un look ricevendo in seguito giudizi sul lavoro svolto. il video tutorial pubblicato su TuStyle darà via ufficialmente al concorso.[6]
- Nel 2017 TuStyle è stato per la prima volta media partner di Salon du chocolat (Milano), l’evento che ha avuto luogo a febbraio. Il magazine Mondadori ha messo a disposizione di lettori e utenti 100 pass di ingresso gratuiti per partecipare all’opening night[7]. Durante il Salon du Chocolat si sono alternati in dimostrazioni: Ernst Knam, Gualtiero Marchesi, Carlo Cracco, Ginio Massari, Davide Oldani e Andrea Besuschio.[8]

## Direttori
- Marisa Deimichei fino n. 26 (1 luglio 2002)
- Giordana Masotto dal n. 27 al n.29 (25 luglio 2006)
- Anna Bogoni dal n. 30 al n. 7 (19 febbraio 2008)
- Maria Demichei dal n. 8 al n.5 (2009)
- Maria Elena Viola dal n. 46 (15 novembre 2011) al n. 45 (13 novembre 2012)
- Marina Bigi dal n.46 (20 novembre 2012)
- Annalisa Monfreda (9 luglio 2018)
- Maurizio Belpietro (novembre 2019 - marzo 2021)
- Paola Salvatore (aprile 2021 - oggi)